# جو كايزر
جو كايزر (بالإنجليزية: Joe Kayser)‏ هو قائد فرقة ‏ وموسيقي أمريكي، ولد في 14 سبتمبر 1891 في سانت لويس في الولايات المتحدة، وتوفي في 3 أكتوبر 1981 في إيفانستون في الولايات المتحدة.

## وصلات خارجية
- جو كايزر على موقع ميوزك برينز (الإنجليزية)